# Follis
Ne doit pas être confondu avec Follis (cycle).

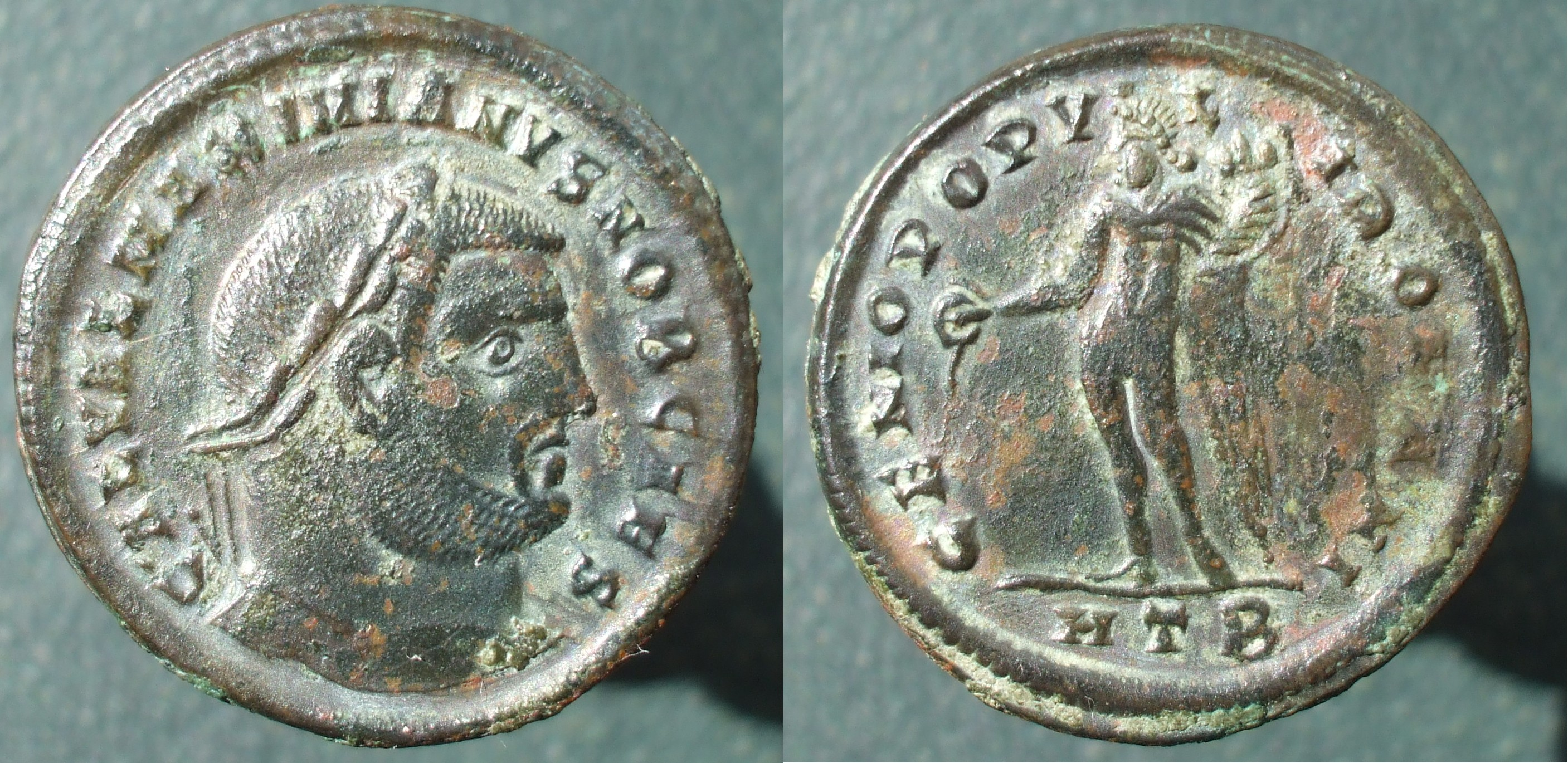
Follis de l'empereur Galère, frappé à Héraclée avec le Génie du Peuple romain au revers.

Le follis (pluriel : folles) est une monnaie romaine de bronze introduite dans l'Empire romain vers 294, lors de la réforme monétaire de Dioclétien.

## Description
D'un poids d'environ dix grammes, elle contenait 4 % d'argent, généralement sous la forme d'un placage. Le mot follis désignait à l'époque un sac, généralement fait de cuir, utilisé pour contenir une quantité donnée de pièces (d'où dérive le terme biologique « follicule », littéralement « petit sac »).

## Histoire

### Naissance dufollissous la Tétrarchie (294 - 313)
Le nummus, connu des numismates sous le nom de follis, apparaît sous la Tétrarchie,.
L'empereur Dioclétien, lors de sa réforme monétaire vers 294, veut mettre fin à la dépréciation en réinstaurant une monnaie d'argent selon l'étalon de Néron, l'argenteus, et une monnaie de bronze lourde et argentée, le nummus (ou que les numismates appellent à tort follis), qui veut rappeler le sesterce (tout en ayant une masse plus proche de l'as). 

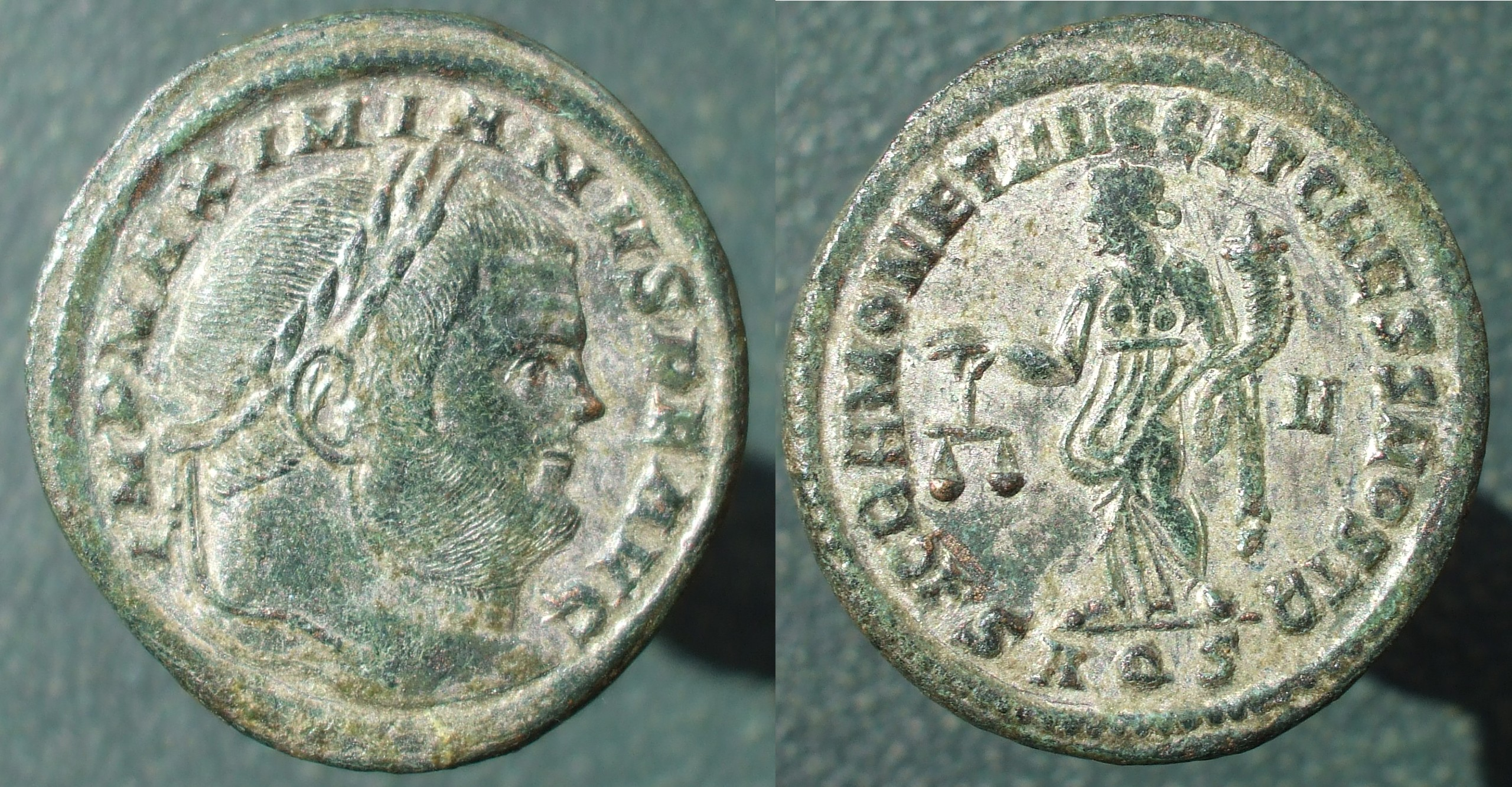
Follis de Maximien Hercule frappé à Aquilée avec Sacra Moneta au revers et beaucoup de traces d'argenture

Cette monnaie pèse près de 10 grammes (1/32 de livre) et représente à l'avers un des quatre Tétrarques avec leur titulature et au revers, le plus souvent, le Génie du Peuple Romain (Genio Populi Romani), parfois la Monnaie Sacrée (Sacra Moneta), plus rarement d'autres figurations,. 

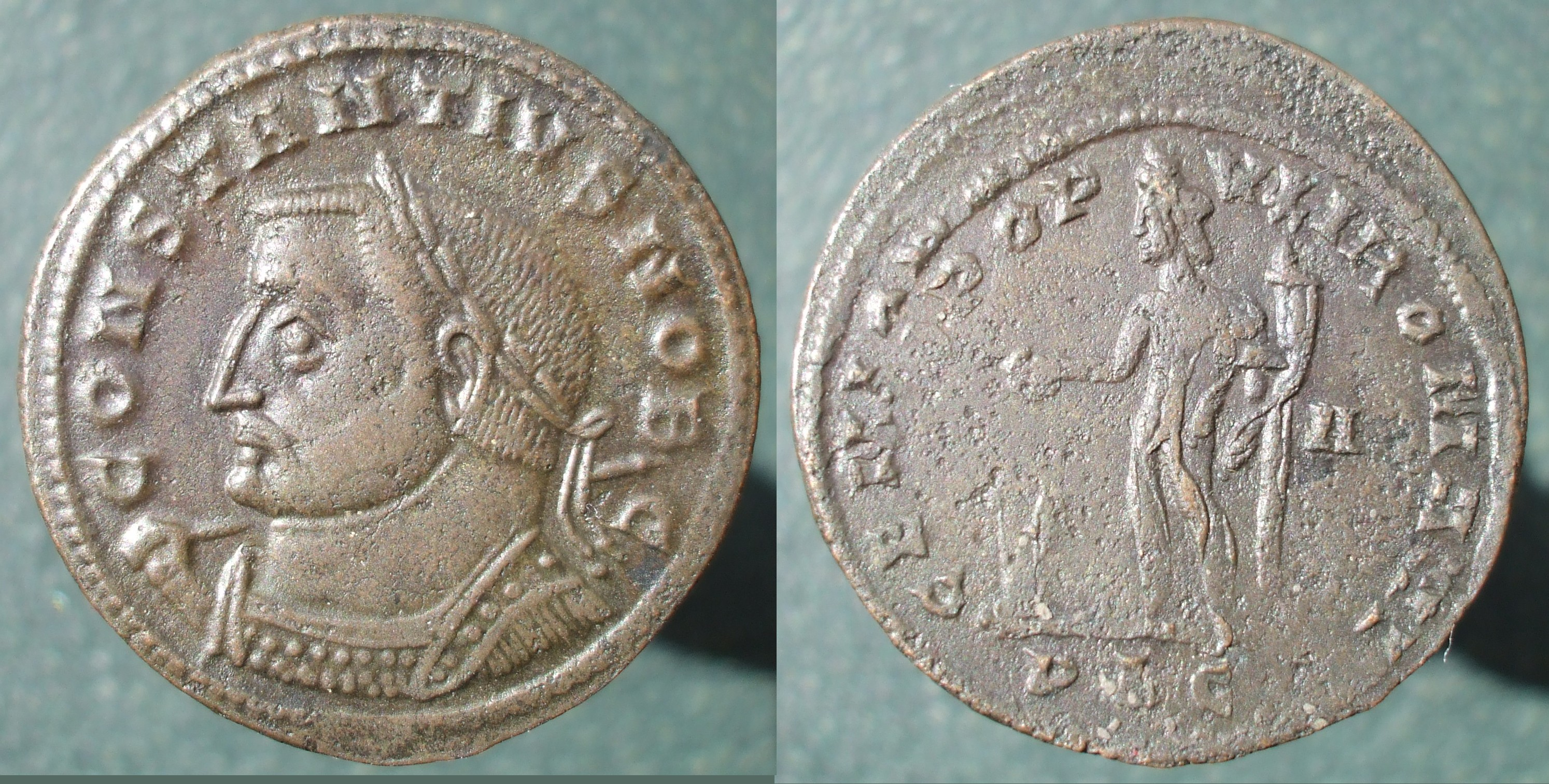
Follis de Constance Chlore césar frappé à Lyon
le revers au Génie du Peuple Romain a subi une double frappe

Le choix du Génie de Peuple Romain vise à insuffler aux usagers de ces monnaies un sentiment d'appartenance à une koinè romaine, redonner confiance et relancer les échanges. 
Ils sont à l'origine frappés à Rome, Lyon, Trèves, Aquilée, Pavie, Siscia, Carthage, Alexandrie, Antioche, Héraclée, Nicomédie, Cyzique, puis Londres, Ostie et Thessalonique. 
En 307 a lieu une première réduction pondérale (1/40 de livre). Une seconde a lieu en 310 à 1/72 de livre.

### L'époque constantinienne (après 313)
À l'époque de Constantin, le follis était de plus petite taille, et ne contenait presque plus d'argent ; d'autres frappes de monnaies de bronze ont eu lieu, mais les historiens et les numismates débattent encore de leur dénomination exacte. Par similitude avec l'as de bronze des siècles précédents, on parle donc d'AE1, AE2, AE3 et AE4 pour désigner les différents types de monnaie de bronze frappés sous Constantin et ses successeurs, par ordre décroissant de diamètre (AE1 mesurant 27 mm et AE4 15 mm). 

### Époque byzantine et arabe

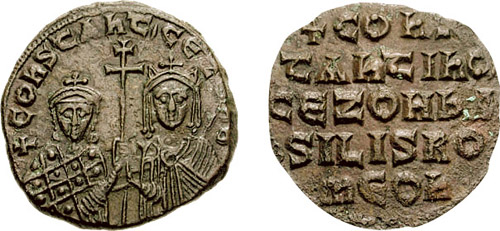
Follis de l'empereur Constantin VII et de l'impératrice Zoé

En 498, la réforme monétaire d'Anastase tenta de stabiliser la valeur du follis de bronze en lui donnant une valeur rattachée à celle de l'or. Le follis continua d'être en usage dans l'Empire byzantin, sa valeur étant d'1/24 de kération (monnaie de compte), soit 1/288 de nomisma.
Un pain valait le plus souvent un follis à Constantinople. En cas de hausse des prix, le poids du pain pouvait varier à la baisse. 
Le mot follis a donné en arabe le fals et le fils (pluriel fulûs), avec la variante dialectale fels[réf. nécessaire] ; les dérivations arabes sont à l'origine du mot argotique flouze.